# ميشيل دي فريس
ميشيل دي فريس (بالإنجليزية: Michelle de Vries)‏ (2 أكتوبر 1961 – ) هي سبّاحة، من أستراليا، مثّلت بلادها في الألعاب الأولمبية الصيفية 1976.

## وصلات خارجية
- ميشيل دي فريس على موقع أوليمبيديا (الإنجليزية)
- ميشيل دي فريس على موقع اللجنة الأولمبية الأسترالية (الإنجليزية)